# Tərlan Əhmədov
Tərlan Musa oğlu Əhmədov (Baku, 17 novembre 1971) è un allenatore di calcio ed ex calciatore azero, di ruolo difensore.

## Carriera
Ha collezionato 73 presenze in Nazionale azera e ne è stato per lungo tempo il record-man di presenze. Il record appartiene ora ad Aslan Kerimov.

## Palmarès

### Individuale
- Calciatore azero dell'anno: 1

1999